# 藤川千爱
藤川千爱（日语：／ Chiai Fujikawa */?，1995年6月6日— - ），日本歌手，出生于冈山县後月郡芳井町（現：井原市）。

## 简介
2015年7月，加入偶像团体「まねきケチャ」，同年8月8日，在TOKYO FM Hall举办的演唱会活动「ろまんちっくコンポート Vol.01」中亮相。
2018年9月24日，在日本武道馆举行的个人演唱会「日本武道館 de まねきケチャ」时毕业，于同年11月25日在TOKYO CULTURE CULTURE上开了一场名为“藤川千爱ACOUSTIC JAM”的个人演唱会。同年12月22日，在东京WWWX上进行了个人演唱会「藤川千愛ワンマンライブ〜Starting Over Live 2018〜」。
2019年5月7日发行第一张完整专辑『ライカ』，登上Oricon日榜第1位、iTunes专辑排行榜第2位、Billboard周榜第7位和Oricon周榜第10位等多项记录。
2021年8月22日，在渋谷TSUTAYA O-EAST举行的个人演唱会「メメントモリ」中，宣布以“藤川千爱”的身份暂停活动，并开始了摇滚项目「PhatSlimNevaeh」的活动。在乐队活动中她改名为「ロク」。
2022年4月27日，以藤川千爱的名义发表了迷你专辑「ちょっとそこまで昨日を迎えに」。
2023年4月12日，发表了迷你专辑「嬉しい声をほんのちょっと」。
2023年11月8日，发表了第四张个人专辑「内の臓が愚痴をこぼすもので」。
2024年7月21日，在万代南梦宫上海文化中心「未来剧场」举办了出道以来的首次海外的个人演唱会。

## 作品
专辑发表
|          | 发行日期       | 专辑名                            | 收录曲 |
| -------- | -------------- | --------------------------------- | ------ |
| 1st      | 2019年5月7日   | ライカ                            | 全12首 |
| 2nd      | 2020年4月8日   | 愛はヘッドフォンから              | 全14首 |
| 3rd      | 2020年11月24日 | HiKiKoMoRi                        | 全11首 |
| mini专辑 | 2022年4月27日  | ちょっとそこまで昨日を迎えに      | 全7首  |
| mini专辑 | 2023年4月12日  | 嬉しい声をほんのちょっと          | 全7首  |
| 4th      | 2023年11月8日  | 内の臓が愚痴をこぼすもので        | 全10首 |
| mini专辑 | 2024年9月18日  | すみません、愛を落としたのですが… | 全6曲  |

### 商业合作
| 曲名                       | 商業搭配                                                   |
| -------------------------- | ---------------------------------------------------------- |
| きみの名前                 | TV动画《盾之勇者成名录》第一季前半部片尾主题曲             |
| あたしが隣にいるうちに     | TV动画《盾之勇者成名录》第一季后半部片尾主題曲             |
| 悔しさは種                 | TV动画《數碼寶貝大冒險：》第一片尾主題曲                   |
| バケモノと呼ばれて         | TV动画《无能力者娜娜》片尾主題曲                           |
| バケモノと呼ばれて         | 东北乐天金鹫投手弓削隼人2021年登场主題曲                   |
| ありのままで               | 朝日电视台木曜推理剧《科搜研之女》第21季主題曲             |
| 片っぽのピアス             | 东京电视台《二分之一的夫婦》片头主題曲                     |
| ゆずれない                 | TV动画《盾之勇者成名录》第二季片尾主題曲                   |
| 愛之歌                     | TV动画《我家的英雄》片头主题曲                             |
| 1000年愛                   | TV动画《圣剑学院的魔剑使》片头主题曲                       |
| 好きになってはいけない理由 | TV动画《盾之勇者成名录》第三季片尾主题曲                   |
| さがしもの                 | TV动画《菜鸟大叔冒险者，被最强小队拼死锻炼后无敌了》片尾曲 |
| 永遠に一回の               | TV动画《盾之勇者成名录》第四季片尾曲                       |